# Villahoz
Villahoz község Spanyolországban, Burgos tartományban. Villahoz Tordómar, Royuela de Río Franco, Torrepadre, Santa María del Campo, Mahamud, Villaverde del Monte és Zael községekkel határos. Lakosainak száma 287 fő (2024).

## Népesség
A település népessége az utóbbi években az alábbiak szerint változott:
| Lakosok száma | 388  | 359  | 360  | 361  | 352  | 325  | 304  | 293  | 291  | 287  |
|               | 2001 | 2004 | 2006 | 2009 | 2011 | 2014 | 2016 | 2019 | 2021 | 2024 |